# 매슬로
매슬로(Maslo, 본명: 김정민, 1987년 1월 16일 ~ )는 대한민국의 래퍼이다. 2002년 처음 음악을 시작하여 첫 앨범을 2006년에 발표하였으며, Soul Connection의 대표 멤버로 활동하였다. Jepp Blackman과는 Black Out이란 듀오를 결성하여 활동한 바 있다. 2011년 JTONG과의 디스전으로 큰 이슈가 되었다가 마리화나 흡연 혐의로 기소되어 활동을 일시 중단하였으며, 2012년에 들어와 활동 재개를 준비 하기 시작했으며 2015년 믹스테잎 트랙 리스트가 발표 되었다. 백석예술대학교 휴학 중이다.

## 바이오그래피

### 초창기부터 데뷔 후까지
Maslo의 활동 시작은 2002년 경으로, 당시 MC.ED라는 이름으로 밀림에 곡을 올리는 것이 전부였다. 이후 고등학교를 졸업하면서 Csp와 만나 Soul Connection 크루의 멤버가 되었다. Soul Connection 입단 후 여러 공연 및 온라인으로 제작된 곡에 참여하였으며, Soul Connection의 첫 앨범이었던 Csp의 See as P에도 그의 첫 솔로곡인 Who am I를 비롯한 다수의 피쳐링 트랙이 수록되었다. 이외에도 KeyReal의 앨범 참여 및 Soul Connection 온라인 컴필레이션에 참여하였으며, 각 앨범에 수록되어있던 〈무대를 내려오며〉, 〈새벽아래〉 등의 영상을 제작하였다. 이러한 활동으로 이미 데뷔 전부터 그는 팬층을 어느 정도 보유하고 있었다.
2006년에는 이러한 결과물들을 모아 첫 번째 앨범 Mr. KIM을 발표하였으며, 이 앨범은 Soul Connection에서 처음 나온 정규 앨범 규모의 앨범이었다. 이 앨범은 대체로 좋은 평을 받았으나 일각에서는 Double K와 너무 플로우가 비슷하다고 비판하였으며, 아마추어의 티를 벗어나지 못했다는 의견을 제시하는 이들도 있었다. 어쨌든 Mr. KIM은 그의 씬 내 위치를 공고히 할 수 있는 분수령이었으며, Csp가 군입대를 함에 따라 Maslo는 Soul Connection의 대표 격으로 활동을 이어나갔다.

### Black Out 활동
2007년 경부터 Maslo는 팀 활동을 준비했는데, 팀의 이름은 Black Out으로 초창기에는 Tr2top의 채군과 Vegaflow와 함께 하는 3인조로 앨범을 준비 중이었다. 그러다가 팀 외부 사정으로 인해 2008년 Black Out은 Soul Connection의 신입 멤버 Jepp Blackman (현 방용국)와의 듀오로 재정비되었고, 앨범 작업도 다시 시작되었다.
한편 2008년 10월 Maslo는 자신의 과거 작업물과 비공개곡을 수록한 믹스테입을 발표하였는데, 여기에 Black Out의 미공개곡 4곡도 수록되었다. 그리고 Csp의 컴백과 함께 더욱 강화된 Soul Connection의 활동에 참여, 2009년 컴필레이션 앨범에 타이틀곡 Hey Ma를 비롯한 여러 곡을 녹음하였으며, Black Out의 곡도 한 곡 수록되었다. 이즈음부터 Soul Connection은 언더그라운드 색깔에서 벗어나 메인스트림적인 음악을 시도하며 방송가의 문을 두드리고 있었으며, Maslo의 스타일도 과거에 비해선 어느 정도 대중적으로 변해갔다. Black Out의 첫 앨범은 싱글로 2009년 11월 발표되었으며, 2010년 4월 두 번째 싱글을 발표하였다. Black Out은 계속 정규 앨범을 준비 중이었으나 이후 Jepp Blackman이 TS 엔터테인먼트에 연습생으로 들어가면서 활동이 중단되었다.

### 디스전, 그리고 활동 중단
2010년 들어 Soul Connection의 활동은 더욱 대중적인 것에 집중이 되어, Csp와 공명정대, Lil Cheezy가 함께한 Crispi Crunch, 그리고 Still PM의 활동이 주가 되었다. Maslo는 이러한 음악 활동의 전면에 나서지는 않았으나 여전히 Csp와 함께 Soul Connection을 이끌어가는 중심 멤버로써 존재하였다.
그러던 중 2011년 JTONG이 〈똥〉이란 곡으로 Soul Connection에 대한 강도 높은 디스를 하면서 이슈가 되었다. 이 곡이 발표된 지 며칠 안 되어 Maslo는 〈똥개〉란 곡으로 반격을 내놓아 디스전은 2차로 접어들었고, 양측의 팬들이 치열하게 대립하는 양상이 벌어졌다. 특히, 이 디스전은 그때까지 대중적인 활동으로 점차 힙합 매니아들의 외면을 받고 있던 Soul Connection을 향한 안티들이 표면으로 부상하는 계기가 되기도 하였다.
설상가상으로, 2011년 5월 Maslo가 마리화나 흡연을 한 것이 밝혀지면서 징역 6개월을 선고받는 사건이 일어났다. 이에 따라 Maslo의 활동은 전면 중단되었고, Soul Connection의 이미지도 타격을 입었다.

### 컴백
2011년 12월 징역과 함께 자숙 기간을 거친 Maslo는 새 앨범 준비에 돌입하여 컴백을 준비하였으며, 첫 결과물로 싱글 〈잠이 안 와〉를 발표하였다. 이는 그의 새로운 정규 앨범 The MAStory의 수록곡이라고 밝혀졌으나, 이후 소울 커넥션의 활동 자체가 중단에 가까워지면서 Maslo의 소식 활동 역시 찾아보기 힘들어졌다. 그러나 2014년 매슬로가 군제대를 함에 따라 컴백 가능성이 시사되었고 2015년 그의 믹스테잎 트랙리스트가 공개되어 컴백 사실이 알려졌다.
대표곡: Who am I, 〈안녕하세요〉, It's You, 〈잠이 안 와〉, “늪”

## 디스코그래피
- 2006년 Mr. KIM 정규앨범
- 2008년 Mr. KIM (Reissue Edtion) 스페셜 앨범
- 2008년 Young MAStory 믹스테입
- 2011년 《잠이 안 와》 디지털 싱글

## 이슈

### Black Out - Black Out
2009년 11월 발표된 Black Out의 디지털 싱글 Black Out은 앨범 자켓과 음악 구성이 당시 표절 논란이 크게 불붙었던 G-Dragon의 Heartbreaker와 비슷하여 논란이 되었다. Black Out의 앨범 자켓은 검은 바탕에 돌아서있는 누군가의 두상으로 G-Dragon의 첫 번째 앨범 자켓과 거의 비슷하며, 음악의 반주와 첫 부분의 플로우도 여러 면에서 유사함을 보인다. 또, 싱글 발매에 앞서 Maslo가 자신의 싸이월드 미니홈피에 앞부분 30초 미리듣기를 제공한 것도 G-Dragon이 했던 방식과 똑같았다. 네티즌들은 일부는 "지드래곤이 의도했던 것을 그대로 역이용한 것", "지드래곤을 비판한 센스있는 풍자"라고 평했으나 특히 G-Dragon 팬들의 경우 표절을 이용한 노이즈 마케팅이라는 부정적인 입장을 내놓았다. 일각에서는 G-Dragon 디스곡이라는 의견도 내놓았지만 가사나 보도 자료, 추후 활동에서는 G-Dragon을 겨냥한 어떤 의도도 보이지는 않았다.

### JTONG과의 디스전
JTONG은 Soul Connection에 대한 반감을 꾸준히 드러낸 바 있으며, Soul Connection에 대한 첫 디스는 2010년 믹스테입 수록곡 Get'em Up이었다. 이 곡은 상대적으로 큰 반향을 일으키지 못하였으나 역시 뮤직비디오가 제작되어 많은 이들이 접할 수 있었다. 이후 나온 《부산》 EP 수록곡 〈똥〉에서는 훨씬 더 강도 높은 디스 가사로 큰 이슈를 불러일으켰다.
이에 대해 Maslo는 며칠 지나지 않아 반격곡 〈똥개〉를 발표하면서 디스전은 2차로 접어들었다. JTONG은 반격곡이 나온 직후의 인터뷰에서 Soul Connection이 한국 힙합을 망치고 있다는 입장을 끝까지 고수했으며, 앨범 발매 3일 전에 한 쇼케이스에서는 〈똥〉 라이브 공연에 앞서 다시 한 번 Soul Connection을 겨냥한 랩을 선보였다. 이미 그 전부터 JTONG은 Soul Connection에 대한 재디스곡 가사 작업을 마친 상태라고 밝힌 상태였기 때문에 팬들은 이 곡이 재디스곡일 것이라고 확신하고 완성본이 나오기를 기다렸다. 그러나 완성본은 2016년까지 나오지 않고 있고, 마리화나 흡연 사건으로 흐지부지 마무리된 것으로 보인다.

### 마리화나 흡연
2011년 5월 Maslo가 마리화나 흡연 혐의로 기소되면서 활동을 중단하게 되었다. 그는 2010년 12월 ~ 2011년 1월에 걸쳐 홍대 클럽가와 Soul Connection 작업실에서 마리화나를 피운 혐의로 불구속 기소되었으며, 서울중앙지법은 이에 대해 징역 6개월, 집행유예 2년을 선고하였다. Maslo 측은 이에 불복하여 항소를 준비하였으나 이내 항소를 취하하고 형을 받았다.

## YM
YM은 Young Maslo의 약자로 Maslo가 만든 또다른 래퍼 자아라고 할 수 있다. YM의 플로우는 Maslo가 랩을 시작했을 무렵의 플로우로 Maslo에 비해 로우톤이고 라임을 쓰는 형식도 다르다. YM과 Maslo가 동일 인물인 것이 알려지지 않았을 무렵에는 YM과 Maslo가 같이 "합작"한 〈늪〉 등의 곡이 있었으며, KeyReal의 Listen Up 등 Maslo가 아닌 YM만 피쳐링한 곡도 몇 개 있었다. 또, Maslo 본인의 앨범에도 Mr. KIM, Rhapsody 등의 곡에 YM이 참여한 것으로 되어있다.
앨범 Mr. KIM 발매 어느 정도 후에 팬들 사이에서 YM과 Maslo가 동일 인물이 아니냐는 의견이 제기되었고, 인터뷰를 통해 확인되었다. 이후 Maslo는 YM이란 자아를 다시 사용하지 않았으나, 2009년 믹스테입에서 자신의 과거의 목소리와 현재의 목소리를 다수의 곡에 같이 사용하여 YM의 "마지막 참여 앨범"이랄만한 작업물이 탄생하였다.

## 이름
- MC.ED는 그가 2002년 초창기 밀림에서 활동할 때 사용한 이름으로, 현재는 쓰지 않는다.
- Maslo는 "Master of Flow"의 약자이다.[2] 초기에는 Maslow라고 표기한 적도 있다.